# 剑豪
劍豪多指專門修煉使用日本刀、西方劍等武士，其中的掌握熟練技巧的上者稱為“劍豪”。

## 起源
日本在平安時代出現武士雛形。武士“重名輕死”，崇尚武勇，武士競相練習武功，有些武士苦修劍道。時值江戶時代初。

一片天下太平的世道中，依駿河大納言德川忠長的命令，通常以木劍來比試的御前比試，改由真刀真劍來進行。從此，劍道中的強者會被他人尊稱為“劍豪”，有說，
對於拚命地磨煉自己技藝的武士來說，就算有幾十個人加起來也不可能勝得過他。

## 當前
“劍豪”的詳細出處當前還沒人考證。現在劍豪泛指劍客。
劍豪往往會被用作遊戲或者漫畫中的人物角色，通常都是以劍術精湛的高手形象出現。

## 日本劍豪
- 日本劍豪人物列表

## 相關
- 《劍豪列傳》：[日]森川哲郎著
- 漫畫劍豪人物：緋村劍心、四乃森蒼紫、齋藤一、比古清十郎
- 蒙面超級英雄：蘇洛